# Lithacodia folium
Lithacodia folium là một loài bướm đêm trong họ Noctuidae.